# Шаповалов, Денис (теннисист)
Дени́с Шапова́лов (англ. Denis Shapovalov, род. 15 апреля 1999, Тель-Авив) — канадский теннисист. Победитель четырёх турниров ATP в одиночном разряде, обладатель Кубка Дэвиса (2022) в составе сборной Канады и Кубка ATP (2022), победитель одного юниорского турнира Большого шлема в одиночном разряде (Уимблдон-2016), обладатель наград ATP «Прогресс года» и «Завтрашняя звезда» в 2017 году.

## Общая биография
Бабушка и дед Шаповалова жили в Ленинграде. Отец, бизнесмен Виктор Шаповалов, в советское время профессионально занимался волейболом. Мать Тесса Шаповалова, бывшая львовянка, финалистка зимнего чемпионата СССР по теннису 1990 года в одиночном разряде — первый тренер Дениса. Родители Дениса, по мнению некоторых источников, выходцы из России, другие пишут о «русско-украинском происхождении», а сам он чувствует себя и русским, и канадцем одновременно.
Денис Шаповалов родился в Тель-Авиве, переехал с родителями в Канаду в девятимесячном возрасте, начал играть в теннис в возрасте пяти лет. Когда Шаповалову было 12 лет, его мать открыла детскую теннисную секцию TessaTennis в Воне (Онтарио). Через год мать стала делить роль тренера с Адриано Фуоривией. Урокам матери Шаповалов обязан своим одноручным бэкхендом, который стал одним из основных инструментов в его арсенале, в числе которых Фуоривия также называет мощную подачу. Ради продолжения работы под руководством матери Шаповалов в 13 лет отклонил предложение переехать в Монреаль, чтобы заниматься в академии Федерации тенниса Канады.
С 2019 года встречался с шведской теннисисткой Мирьям Бьёрклунд. В июле 2023 года пара обручилась.

## Спортивная карьера

### Начало карьеры
В 2015 году Шаповалов и ещё один канадский юниор Феликс Оже-Альяссим выиграли Открытый чемпионат США в парном разряде среди юношей. Шаповалов также завоевал в составе команды Канады юношеский Кубок Дэвиса. На следующий год 17-летний Шаповалов резко сократил участие в юношеских турнирах, сыграв за сезон только в трёх соревнованиях, но во всех показав высокий результат. На Открытом чемпионате Франции он дошёл до полуфинала, проиграв в трёх сетах будущему чемпиону. После этого он выиграл юношеский турнир в Рохамптоне, не отдав соперникам ни одного сета, а затем стал победителем Уимблдонского турнира в одиночном разряде среди юношей. На Уимблдоне Шаповалов, посеянный пятым, обыграл в полуфинале фаворита турнира Стефаноса Циципаса, а в финале австралийца Алекса де Минора; кроме того, они с Оже-Альяссимом дошли до финала в парном разряде среди юношей. Этих результатов Шаповалову хватило, чтобы подняться в юношеском рейтинге ITF до второго места.
Редкие выступления Шаповалова в юниорских соревнованиях 2016 года были связаны с тем, что он рано начал участие в профессиональных турнирах. Уже в начале сезона он отказался от участия в Открытом чемпионате Австралии ради выступления в серии турниров категории ITF Futures в Северной Америке. В итоге он с января по апрель выиграл три «фьючерса» в одиночном разряде, а также дошёл до полуфинала турнира цикла ATP Challenger в Драммондвиле (Квебек). В Драммондвиле Шаповалов, получивший от организаторов уайлд-кард, обыграл начинавшего сезон в первой сотне рейтинга ATP Остина Крайчека и уступил в полуфинале 91-й ракетке мира Дэниелу Эвансу. В июле он получил уайлд-кард на участие в Rogers Cup — турнире АТР высшей категории — и преподнёс сюрприз в первом круге, обыграв 19-ю ракетку мира Ника Кирьоса, прежде чем уступить Григору Димитрову. Позже на его счету был также выход в полуфинал «челленджера» в Гатино (Квебек). В сентябре 2016 года Шаповалов впервые вышел на корт во взрослом Кубке Дэвиса в составе сборной Канады, нанеся поражение Кристиану Гарину в заключительной игре матча плей-офф Мировой группы с командой Чили. За год он прошёл путь в рейтинге АТР в одиночном разряде от 12-й до 3-й сотни и в 2017 году рассчитывал войти в число 150 лучших игроков мира.

### 2017—2018

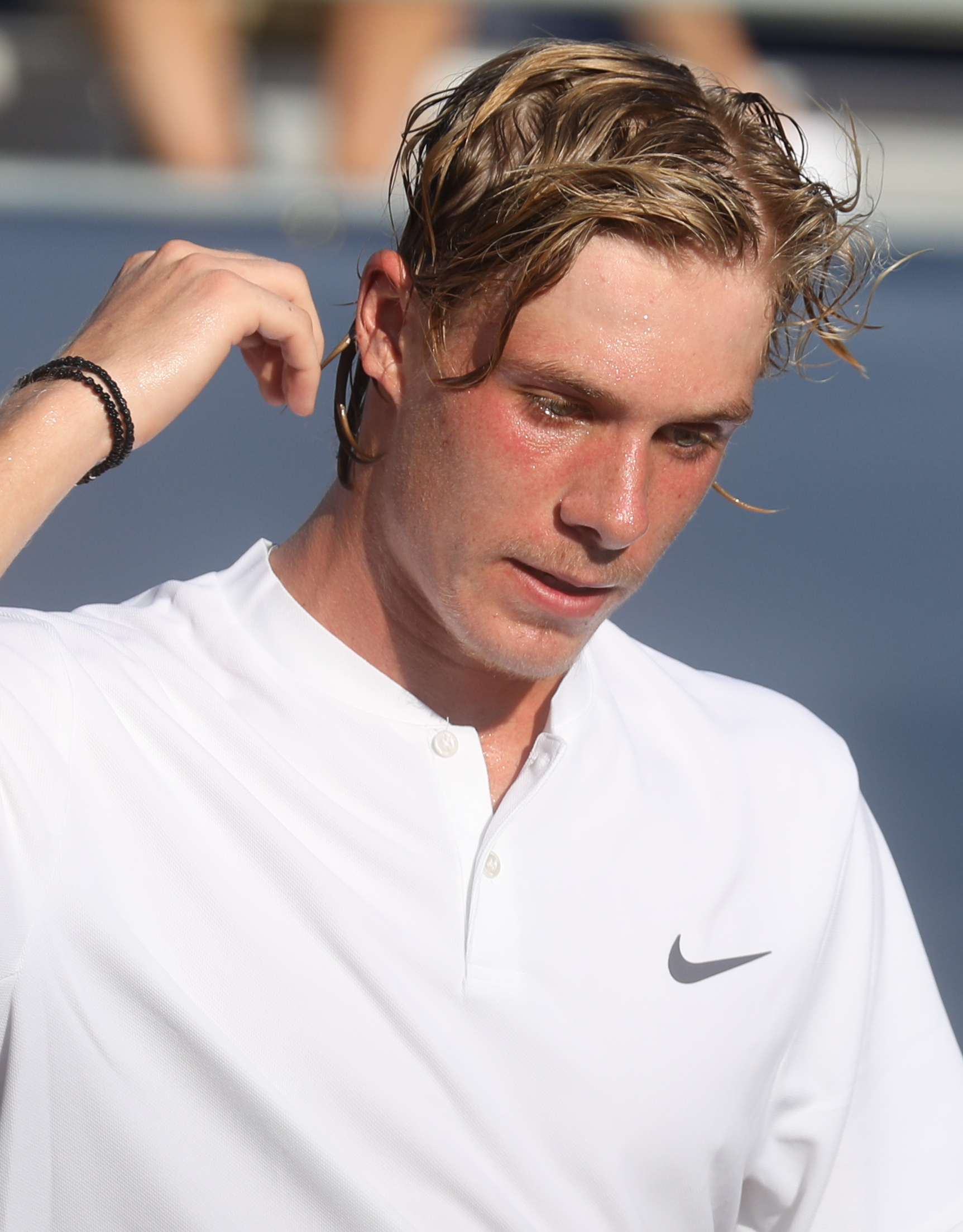
2018 год

В феврале 2017 года в ходе пятой, решающей игры матча Кубка Дэвиса против сборной Великобритании Шаповалов, проигрывая Кайлу Эдмунду 0-2 по сетам и отдав гейм на своей подаче в третьем сете, в раздражении выбил мяч в сторону трибун, попав в арбитра на вышке. Согласно правилам, игра была прекращена, Шаповалову было засчитано поражение, что означало и общее поражение канадской сборной в матче. ITF оштрафовала канадского игрока на 7000 долларов, но не наложила никаких дополнительных дисциплинарных санкций. В марте 2017 года Шаповалов выиграл турнир серии ATP Challenger в Драммондвилле. Неделей позже он дошел до финала ещё одного «челленджера» в мексиканской Гвадалахаре, где уступил Мирзе Башичу. В июне на турнире ATP в Queen’s Club Шаповалов обыграл в первом круге входящего в Top-50 Кайла Эдмунда и получил уайлд-кард на участие в основной сетке взрослого Уимблдонского турнира. Там он уступил в первом же круге, но затем завоевал свой второй титул ATP Challenger в Гатино (Квебек), а на Открытом чемпионате Канады, находясь в рейтинге на 143-м месте, стал самым молодым в истории полуфиналистом турнира уровня АТР Мастерс (данная категория турниров существует с 1990 года) и обладателем самого низкого рейтинга среди теннисистов, достигших этого этапа, с 2003 года, когда в Париже в полуфинал вышел занимавший в рейтинге 191-е место Андрей Павел. Этого результата он добился, победив последовательно трёх соперников из Top-50 мирового рейтинга, включая посеянного под первым номером Рафаэля Надаля. На Открытом первенстве США он, пробившись в основную сетку турнира через квалификационные матчи, дошел до четвёртого круга, обыграв по ходу турнира двенадцатую ракетку мира Жо-Вильфрида Тсонга. Шаповалов стал самым молодым участником 1/8 финала Открытого чемпионата США с 1989 года, когда этот же результат показал 17-летний Майкл Чанг, и самым молодым игроком любого турнира Большого шлема на этом этапе с 1998 года. По итогам сезона Шаповалов принял участие в выставочном турнире Next Generation ATP Finals для лучших теннисистов мира в возрасте до 21 года, но там не сумел выйти из группы. Тем не менее он стал лауреатом сразу двух наград ATP — «Завтрашняя звезда» и «Прогресс года». По итогам сезона Шаповалов был также назван теннисистом года в Канаде, опередив Милоша Раонича, завоёвывавшего это звание шесть лет подряд.
В феврале 2018 года в гостевом матче Кубка Дэвиса против сборной Хорватии Шаповалов принёс канадской команде единственное очко, обыграв Виктора Галовича, но затем уступил в трёх сетах Борне Чоричу. Позже в том же месяце на турнире в Делрей-Бич канадец дошёл до второго полуфинала в карьере на турнирах основного тура АТР, но проиграл американцу Фрэнсису Тиафо. В начале мая Шаповалов дошёл до полуфинала турнира Мастерс в Мадриде, став самым молодым четвертьфиналистом и полуфиналистом в истории этого соревнования. Среди побеждённых им в Мадриде соперников был и Милош Раонич, которого Шаповалов после этого сменил в звании первой ракетки Канады. Обратный обмен местами произошёл в августе, за неделю до того, как Раонич взял у молодого соотечественника реванш в третьем круге турнире Мастерс в Цинциннати. За сезон Шаповалов, в июне достигший 23-го места в рейтинге, обыграл четырёх соперников из второй десятки (Куэрри, Томаша Бердыха в Риме, Фабио Фоньини в Торонто и Кайла Эдмунда в Цинциннати). Однако во встречах с игроками из Top-10 он уступал каждый раз — в том числе Александру Звереву в полуфинале в Мадриде и Кевину Андерсону в третьем круге Открытого чемпионата США, а неудачная игра в турнирах Большого шлема не позволила ему и дальше улучшать позиции. Канадец закончил сезон на 27-м месте в рейтинге.

### 2019—2021

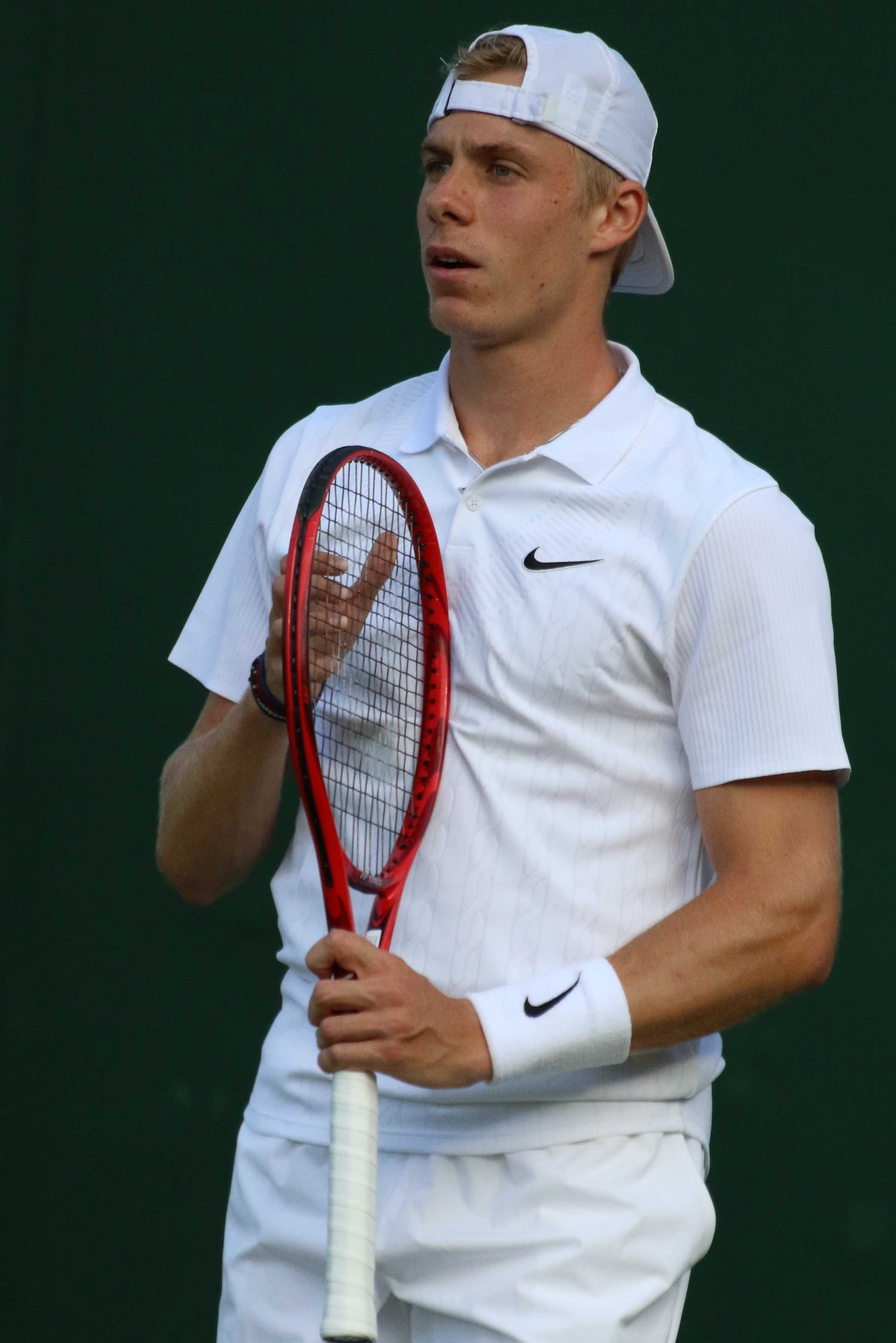
Шаповалов на Уимблдоне 2019 года

На Открытом чемпионате Австралии 2019 Шаповалов проиграл в третьем круге первой ракетке мира Новаку Джоковичу в четырёх сетах — это был первый матч Джоковича в турнире, где он проиграл хотя бы один сет. Весной в турнире Мастерс в Индиан-Уэлсе канадец победил посеянного десятым Марина Чилича, а в Открытом чемпионате Майами дошёл до очередного полуфинала турнира Мастерс. По ходу этого соревнования он одержал победу над Циципасом, во второй раз за карьеру обыграв соперника из первой десятки рейтинга. На следующей неделе Шаповалов впервые вошёл в первую двадцатку в рейтинге ATP. Европейский сезон, однако, оказался неудачным: Шаповалов редко проходил дальше второго круга, проиграв перед возвращением в Северную Америку пять матчей подряд (в том числе в первом круге Открытого чемпионата Франции и Уимблдонского турнира). Только в преддверии Открытого чемпионата США он пробился в полуфинал турнира в Уинстон-Сейлеме, но в Нью-Йорке, как и за год до этого, победив в первом круге, как и год назад, Оже-Альяссима, и сам выбыл из борьбы в третьем после поражения в пяти сетах от 13-й ракетки мира Гаэля Монфиса. Затем он выступил на выставочном турнире Кубок Лейвера, проиграв в первый день соревнования два матча — в одиночном и парном разряде. Осенью в Чэнду канадец в третий раз за сезон пробился в полуфинал турнира АТР, а месяц спустя завоевал первый в карьере титул на этом уровне, обыграв серба Филипа Краиновича в финале Открытого чемпионата Стокгольма со счетом 6:4,6:4. Спустя две недели в турнире Мастерс в Париже канадец последовательно обыграл трёх сеяных соперников, в том числе Александра Зверева — к тому моменту шестую ракетку мира. В полуфинале Шаповалов должен был играть с Надалем, но его соперник не вышел на корт из-за травмы пресса, и канадец без игры вышел в финал (став самым молодым финалистом парижского турнира с 2005 года), где в очередной раз проиграл Джоковичу. После этого Шаповалов впервые поднялся в рейтинге до 15-го места
В парном разряде Шаповалов в 2019 году преимущественно выступал с опытным индийцем Роханом Бопанной. Вместе они стали финалистами турнира в Штутгарте, полуфиналистами Открытого чемпионата Канады, а в Открытом чемпионате США дошли до третьего круга. Это позволило Шаповалову закончить год в числе 50 сильнейших теннисистов мира в парном разряде. В конце сезона в Кубке Дэвиса Шаповалов играл и в одиночных, и в парных встречах с Вашеком Поспишилом. Канадцы впервые в истории национальной сборной вывели её в финал Мировой группы, выиграв по три одиночных встречи из четырёх и две парных из трёх (не вышли на парную игру со сборной США в матче, который Канада выиграла досрочно). В финале Шаповалов и Оже-Альяссим проиграли хозяевам корта — сборной Испании.
В начале 2020 года рейтинги Шаповалова и Оже-Альяссима позволили канадцам принять участие в командном Кубке ATP. На групповом этапе Шаповалов выиграл два из трёх одиночных матчей (у 6-й ракетки мира Циципаса и Александра Зверева, занимающего в рейтинге 7-е место), а также оба парных, в которых участвовал (в том числе у победителей Открытого чемпионата Франции Кевина Кравица и Андреаса Миса). Сборная Канады дошла до четвертьфинала, где уступила Сербии. На Открытом чемпионате Австралии Шаповалов проиграл в первом круге Мартону Фучовичу.
После паузы в сезоне Шаповалов показал на Открытом чемпионате США лучший результат в карьере в турнирах Большого шлема, достигнув четвертьфинала после победы над 10-й ракеткой мира Давидом Гоффеном. На этой стадии последовало поражение от Пабло Карреньо-Бусты. До четвертьфинала он добрался также в парном разряде с Бопанной, во второй раз за сезон победив Кравеца и Миса. На грунтовом Открытом чемпионате Италии посеянный 12-м канадец пробился в полуфинал, проиграв там в тай-брейке на решающем сете соседу по рейтингу ATP Диего Шварцману, после чего впервые в карьере вошёл в десятку сильнейших в рейтинге. В концовке сезона, однако, выступил слабее, только в турнире ATP 500 в Санкт-Петербурге уступив в полуфинале будущему чемпиону Андрею Рублёву, а во всех остальных соревнованиях, включая Открытый чемпионат Франции, не проходил дальше второго раунда. Несмотря на это, завершил год на 12-м месте в рейтинге и был приглашён на финальный турнир года в качестве запасного игрока. Помимо четвертьфинала Открытого чемпионата США, в паре с Бопанной Шаповалов стал полуфиналистом на турнире ATP 500 в Роттердаме, в феврале достигнув в рейтинге 44-го места, а в дальнейшем дошёл до четвертьфинала Открытого чемпионата Италии после победы над первой парой мира Роберт Фара — Хуан Себастьян Кабаль.
В первые месяцы 2021 года Шаповалов не добивался значительных успехов, проиграв обе своих личных встречи в Кубке ATP и усупив Оже-Альяссиму в третьем раунде сначала в Открытом чемпионате Австралии, а затем в Барселоне. На турнире в Дубае он дошёл до полуфинала, но там проиграл занимавшему 81-е место в рейтинге Ллойду Харрису. Лишь в мае на турнире базовой категории в Женеве канадец пробился в финал, но там его остановил Каспер Рууд. В июне 2021 года Шаповалов сообщил, что пропустит Олимпийские игры в Токио из-за сложной ситуации с коронавирусом и незалеченной травмы плеча. В ту же неделю он стал полуфиналистом турнира ATP 500 в Лондоне, а затем повторил этот же результат на Уимблдоне, победив по ходу Энди Маррея и 10-ю ракетку мира Роберто Баутисту Агута и проиграв в трёх сетах в полуфинальном матче Новаку Джоковичу — первой ракетке мира, действующему и будущему чемпиону. Ещё один финал канадец сыграл в последнем турнире сезона, в Стокгольме, где стал финалистом во второй раз подряд. В полуфинале ему удалось обыграть Оже-Альяссима, поднявшегося в рейтинге выше него, но в финале Шаповалов уступил 52-й ракетке мира Томми Полу.

### 2022—2023
В начале года стал победителем Кубка ATP в составе сборной Канады. Шаповалов, перенёсший COVID-19 незадолго до турнира, победил в паре с Оже-Альяссимом российскую пару в решающей игре полуфинала, а затем выиграл одиночную встречу у Пабло Карреньо Бусты в финале. На Открытом чемпионате Австралии в 4-м круге обыграл в трёх сетах занимавшего 3-е место в рейтинге Александра Зверева. В четвертьфинале сравнял счёт против Рафаэля Надаля с 0-2 по сетам, но после 7-минутного медицинского перерыва Надаль сумел победить в пятом сете со счётом 6:3. Испанец в итоге стал победителем турнира.
В феврале дошёл до финала турнира ATP 250 в Дохе в парном разряде вместе с Роханом Бопанной. В мае на Открытом чемпионате Италии победил в трёх сетах Надаля, но в 1/4 финала уступил Касперу Рууду, на тот момент 10-й ракетке мира. На Открытом чемпионате Франции уже в первом круге проиграл в трёх сетах Хольгеру Руне. На Уимблдоне проиграл во втором круге 56-й ракетке мира Брэндону Накашиме в 4 сетах.
На Открытом чемпионате США был посеян 19-м и дошёл до третьего круга, где в уступил 11-й ракетке мира Андрею Рублёву в пяти сетах — 4:6, 6:2, 7:6(3), 4:6, 6:7(7). В начале октября вышел в финал турнира ATP 250 в Сеуле, где проиграл японцу Ёсихито Нисиоке. В конце того же месяца на турнире ATP 500 в Вене вышел во второй за сезон финал в одиночном разряде, но проиграл и его 4-й ракетке мира Даниилу Медведеву в трёх сетах. Это было пятое подряд поражение Шаповалова в финалах турниров ATP. В конце сезона выиграл со сборной Канады первый в её истории Кубок Дэвиса, победив с Оже-Альяссимом в финале команду Австралии. Завершил сезон на 18-м месте в одиночном рейтинге.
В 2023 году проиграл в третьем круге Открытого чемпионата Австралии 11-й ракетке мира Хуберту Хуркачу, а на «Ролан Гаррос» на этом же этапе уступил возглавлявшему рейтинг Карлосу Алькарасу. На Уимблдоне дошёл до 4-го круга, но там неожиданно проиграл несеяному россиянину Роману Сафиуллину. После этого Шаповалов объявил, что из-за травмы колена может пропустить североамериканскую часть сезона, но в итоге так и не вернулся на корт до января. К концу сезона покинул первую сотню рейтинга.

### 2024
За первые шесть турниров 2024 года Шаповалов только один раз пробился во второй круг в основной сетке. Он продолжал нестабильно выступать и дальше, периодически обыгрывая соперников, занимающих высокие места в рейтинге (в том числе находившегося на 11-й позиции Циципаса в Майами и сеяных игроков на Открытом чемпионате Франции и Уимблдонском турнире), но нигде не одерживая больше одной-двух побед подряд. Канадец опустился в рейтинге до 139-го места и лишь в конце июля в Вашингтоне в первый раз за сезон попал в четвертьфинал турнира ATP. На этой стадии Шаповалов был дисквалифицирован на матчболе противника, Бена Шелтона. Причиной стала брань Шаповалова и бросок ракетки в сторону одного из зрителей, который, по мнению теннисиста, мешал его игре. Изначально Шаповалов не получил призовых и рейтинговых очков за турнир в Вашингтоне, но затем решение было изменено, и очки и призовые были возвращены.
Успешно сыграв за сборную Канады в отборочном турнире Мировой группы Кубка Дэвиса, в своём последнем индивидуальном турнире за сезон (Открытый чемпионат Белграда) одержал, начиная с квалификации, семь побед подряд и завоевал второй за карьеру (и первый с 2019 года) титул в турнирах ATP. Это позволило канадцу подняться в рейтинге с 78-го на 56-е место.

## Рейтинг на конец года
| Год  | Одиночный рейтинг | Парный рейтинг |
| 2024 | 56                | —              |
| 2023 | 109               | 191            |
| 2022 | 18                | 78             |
| 2021 | 14                | 82             |
| 2020 | 12                | 49             |
| 2019 | 15                | 50             |
| 2018 | 27                | 300            |
| 2017 | 51                | 756            |
| 2016 | 250               | 557            |

## Выступления на турнирах

### Финалы турнировATPв одиночном разряде (9)

#### Победы (4)
| Легенда                     |
| --------------------------- |
| Турниры Большого шлема (0)* |
| Итоговый турнир ATP (0)     |
| Мастерс (0)                 |
| АТР 500 (1)                 |
| АТР 250 (3)                 |

| Титулы по покрытиям | Титулы по месту проведения матчей турнира |
| ------------------- | ----------------------------------------- |
| Хард (4)*           | Зал (3)                                   |
| Грунт (0)           | Зал (3)                                   |
| Трава (0)           | Открытый воздух (1)                       |
| Ковёр (0)           | Открытый воздух (1)                       |

* количество побед в одиночном разряде + количество побед в парном разряде.
| №  | Дата            | Турнир                  | Покрытие   | Соперник в финале    | Счёт       |
| 1. | 20 октября 2019 | Стокгольм, Швеция       | Хард (зал) | Филип Краинович      | 6-4 6-4    |
| 2. | 9 ноября 2024   | Белград, Сербия         | Хард (зал) | Хамад Меджедович     | 6-4 6-4    |
| 3. | 9 февраля 2025  | Даллас, США             | Хард (зал) | Каспер Рууд          | 7-6(5) 6-3 |
| 4. | 19 июля 2025    | Кабо-Сан-Лукас, Мексика | Хард       | Александар Ковачевич | 6-4 6-2    |

#### Поражения (5)
| №  | Дата            | Турнир                 | Покрытие   | Соперник в финале | Счёт        |
| 1. | 3 ноября 2019   | Париж, Франция         | Хард (зал) | Новак Джокович    | 3-6 4-6     |
| 2. | 22 мая 2021     | Женева, Швейцария      | Грунт      | Каспер Рууд       | 6-7(6) 4-6  |
| 3. | 13 ноября 2021  | Стокгольм, Швеция      | Хард (зал) | Томми Пол         | 4-6 6-2 4-6 |
| 4. | 2 октября 2022  | Сеул, Республика Корея | Хард       | Ёсихито Нисиока   | 4-6 6-7(5)  |
| 5. | 30 октября 2022 | Вена, Австрия          | Хард (зал) | Даниил Медведев   | 6-4 3-6 2-6 |

### Финалы челленджеров и фьючерсов в одиночном разряде (7)

#### Победы (6)
| Условные обозначения |
| Челленджеры (2)*     |
| Фьючерсы (4+2)       |

| Титулы по покрытиям | Титулы по месту проведения матчей турнира |
| ------------------- | ----------------------------------------- |
| Хард (4)*           | Зал (2)                                   |
| Грунт (2+2)         | Зал (2)                                   |
| Трава (0)           | Открытый воздух (4+2)                     |
| Ковёр (0)           | Открытый воздух (4+2)                     |

* количество побед в одиночном разряде + количество побед в парном разряде.
| №  | Дата           | Турнир               | Покрытие   | Соперник в финале | Счёт           |
| 1. | 31 января 2016 | Уэстон, США          | Грунт      | Педро Сакамото    | 7-6(2) 6-3     |
| 2. | 10 апреля 2016 | Мемфис, США          | Хард       | Теннис Сандгрен   | 7-6(4) 7-6(4)  |
| 3. | 24 апреля 2016 | Ориндж-Парк, США     | Грунт      | Миомир Кецманович | 7-5 2-6 7-6(6) |
| 4. | 5 марта 2017   | Гатино, Канада       | Хард (зал) | Глеб Сахаров      | 6-2 6-4        |
| 5. | 19 марта 2017  | Драммондвилл, Канада | Хард (зал) | Рубен Бемельманс  | 6-3 6-2        |
| 6. | 23 июля 2017   | Гатино, Канада       | Хард       | Питер Полански    | 6-1 3-6 6-3    |

#### Поражение (1)
| №  | Дата          | Турнир               | Покрытие | Соперник в финале | Счёт    |
| 1. | 26 марта 2017 | Гвадалахара, Мексика | Хард     | Мирза Башич       | 4-6 4-6 |

### Финалы турнировATPв парном разряде (2)

#### Поражения (2)
| №  | Дата            | Турнир             | Покрытие | Партнёр       | Соперники в финале       | Счёт       |
| 1. | 16 июня 2019    | Штутгарт, Германия | Трава    | Рохан Бопанна | Джон Пирс Бруно Соарес   | 5-7 3-6    |
| 2. | 18 февраля 2022 | Доха, Катар        | Хард     | Рохан Бопанна | Уэсли Колхоф Нил Скупски | 6-7(4) 1-6 |

### Финалы челленджеров и фьючерсов в парном разряде (3)

#### Победы (2)
| №  | Дата           | Турнир           | Покрытие | Партнёр    | Соперники в финале           | Счёт    |
| 1. | 22 ноября 2015 | Пенсакола, США   | Грунт    | Петер Надь | Бруно Сави Кристофер Эфрон   | 6-3 6-2 |
| 2. | 24 апреля 2016 | Ориндж-Парк, США | Грунт    | Петер Надь | Рубен Гонсалес Деннис Неволо | 6-2 6-3 |

#### Поражение (1)
| №  | Дата           | Турнир       | Покрытие | Партнёр    | Соперники в финале         | Счёт    |
| 1. | 24 января 2016 | Санрайз, США | Грунт    | Петер Надь | Исак Арвидссон Каити Утида | 4-6 4-6 |

### Финалы командных турниров (3)

#### Победы (2)
| №  | Год  | Турнир       | Команда                                                  | Соперник в финале                                                                         | Счёт |
| 1. | 2022 | Кубок ATP    | Канада · С. Диес, Ф. Оже-Альяссим, Д. Шаповалов, Б. Шнур | Испания · Р. Баутиста Агут, А. Давидович Фокина, П. Карреньо Буста, П. Мартинес, А. Рамос | 2-0  |
| 2. | 2022 | Кубок Дэвиса | Канада Ф. Оже-Альяссим, В. Поспишил, Д. Шаповалов        | Австралия А. де Минор, Т. Коккинакис, М. Пёрселл, Дж. Томпсон, М. Эбден                   | 2-0  |

#### Поражение (1)
| №  | Год  | Турнир       | Команда                                           | Соперник в финале                                            | Счёт |
| 1. | 2019 | Кубок Дэвиса | Канада Ф. Оже-Альяссим, В. Поспишил, Д. Шаповалов | Испания Р. Баутиста Агут, М. Гранольерс, Ф. Лопес, Р. Надаль | 0-2  |

## История выступлений на турнирах
По состоянию на 9 июня 2025 года
Для того, чтобы предотвратить неразбериху и удваивание счета, информация в этой таблице корректируется только по окончании турнира или по окончании участия там данного игрока.
| Турнир                       | 2016  | 2017  | 2018  | 2019  | 2020          | 2021          | 2022          | 2023  | 2024  | 2025  | Итог   | В/П за карьеру |
| ---------------------------- | ----- | ----- | ----- | ----- | ------------- | ------------- | ------------- | ----- | ----- | ----- | ------ | -------------- |
| Турниры Большого шлема       |       |       |       |       |               |               |               |       |       |       |        |                |
| Открытый чемпионат Австралии | -     | -     | 2Р    | 3Р    | 1Р            | 3Р            | 1/4           | 3Р    | 1Р    | 2Р    | 0 / 8  | 12-8           |
| Открытый чемпионат Франции   | -     | К1    | 2Р    | 1Р    | 2Р            | -             | 1Р            | 3Р    | 3Р    | 2Р    | 0 / 7  | 7-7            |
| Уимблдонский турнир          | -     | 1Р    | 2Р    | 1Р    | НП            | 1/2           | 2Р            | 4Р    | 3Р    |       | 0 / 7  | 11-7           |
| Открытый чемпионат США       | -     | 4Р    | 3Р    | 3Р    | 1/4           | 3Р            | 3Р            | -     | 1Р    |       | 0 / 7  | 15-7           |
| Итог                         | 0 / 0 | 0 / 2 | 0 / 4 | 0 / 4 | 0 / 3         | 0 / 3         | 0 / 4         | 0 / 3 | 0 / 4 | 0 / 2 | 0 / 29 |                |
| В/П в сезоне                 | 0-0   | 3-2   | 5-4   | 4-4   | 5-3           | 8-3           | 7-4           | 7-3   | 4-4   | 2-2   |        | 45-29          |
| Турниры Мастерс              |       |       |       |       |               |               |               |       |       |       |        |                |
| Индиан-Уэлс                  | -     | -     | 2Р    | 4Р    | НП            | 3Р            | 3Р            | 2Р    | 2Р    | 3Р    | 0 / 7  | 7-7            |
| Майами                       | -     | -     | 4Р    | 1/2   | НП            | 3Р            | 2Р            | 3Р    | 3Р    | 3Р    | 0 / 7  | 12-7           |
| Монте-Карло                  | -     | -     | 1Р    | 1Р    | НП            | -             | -             | -     | -     | 1Р    | 0 / 3  | 0-3            |
| Мадрид                       | -     | -     | 1/2   | 1Р    | НП            | 2Р            | 2Р            | 2Р    | 3Р    | 3Р    | 0 / 7  | 9-7            |
| Рим                          | -     | -     | 3Р    | 2Р    | 1/2           | 3Р            | 1/4           | -     | 1Р    | 2Р    | 0 / 7  | 12-7           |
| Торонто/Монреаль             | 2Р    | 1/2   | 3Р    | 2Р    | НП            | 2Р            | 1Р            | -     | 1Р    |       | 0 / 7  | 8-7            |
| Цинциннати                   | -     | -     | 3Р    | 2Р    | 2Р            | 2Р            | 3Р            | -     | -     |       | 0 / 5  | 6-5            |
| Шанхай                       | -     | 1Р    | 1Р    | 2Р    | Не проводился | Не проводился | Не проводился | -     | 2Р    |       | 0 / 4  | 2-4            |
| Париж                        | -     | 1Р    | 1Р    | Ф     | -             | -             | 2Р            | -     | -     |       | 0 / 4  | 5-4            |
| Статистика за карьеру        |       |       |       |       |               |               |               |       |       |       |        |                |
| Проведено финалов            | 0     | 0     | 0     | 2     | 0             | 2             | 2             | 0     | 1     | 1     |        | 8              |
| Выиграно турниров АТП        | 0     | 0     | 0     | 1     | 0             | 0             | 0             | 0     | 1     | 1     |        | 3              |
| В/П: всего                   | 2-2   | 12-14 | 35-28 | 38-28 | 17-15         | 30-23         | 34-26         | 13-13 | 26-23 | 14-11 |        | 221-183        |
| Σ % побед                    | 50 %  | 46 %  | 56 %  | 58 %  | 53 %          | 57 %          | 54 %          | 50 %  | 53 %  | 56 %  |        | 55,7 %         |

К — проигрыш в квалификационном турнире.

## Победы над теннисистами из топ-10
По состоянию на 9 июня 2025 года
- У Шаповалова рекорд 14-36 против игроков, которые на момент проведения матча входили в топ-10.

| Сезон | 2016 | 2017 | 2018 | 2019 | 2020 | 2021 | 2022 | 2023 | 2024 | 2025 | Всего |
| Побед | 0    | 1    | 0    | 3    | 3    | 1    | 3    | 0    | 0    | 3    | 14    |

| №    | Игрок                 | Рейтинг | Турнир                       | Покрытие   | Этап       | Счёт                   | Рейтинг Шаповалова |
| ---- | --------------------- | ------- | ---------------------------- | ---------- | ---------- | ---------------------- | ------------------ |
| 2017 |                       |         |                              |            |            |                        |                    |
| 1.   | Рафаэль Надаль        | 2       | Монреаль, Канада             | Хард       | 3-й раунд  | 3-6, 6-4, 7-6(4)       | 143                |
| 2019 |                       |         |                              |            |            |                        |                    |
| 2.   | Стефанос Циципас      | 10      | Майами, США                  | Хард       | 4-й раунд  | 4-6, 6-3, 7-6(3)       | 23                 |
| 3.   | Александр Зверев      | 6       | Париж, Франция               | Хард (зал) | 3-й раунд  | 6-2, 5-7, 6-2          | 28                 |
| 4.   | Маттео Берреттини     | 8       | Кубок Дэвиса                 | Хард (зал) | Группа     | 7-6(5), 6-7(3), 7-6(5) | 15                 |
| 2020 |                       |         |                              |            |            |                        |                    |
| 5.   | Стефанос Циципас      | 6       | Кубок ATP                    | Хард       | Группа     | 7-6(6), 7-6(4)         | 15                 |
| 6.   | Александр Зверев      | 7       | Кубок ATP                    | Хард       | Группа     | 6-2, 6-2               | 14                 |
| 7.   | Давид Гоффен          | 10      | Открытый чемпионат США       | Хард       | 4-й раунд  | 6-7(0), 6-3, 6-4, 6-3  | 17                 |
| 2021 |                       |         |                              |            |            |                        |                    |
| 8.   | Роберто Баутиста Агут | 10      | Уимблдон                     | Трава      | 4-й раунд  | 6-1, 6-3, 7-5          | 12                 |
| 2022 |                       |         |                              |            |            |                        |                    |
| 9.   | Александр Зверев      | 3       | Открытый чемпионат Австралии | Хард       | 4-й раунд  | 6-3, 7-6(5), 6-3       | 14                 |
| 10.  | Рафаэль Надаль        | 4       | Рим, Италия                  | Грунт      | 3-й раунд  | 1-6, 7-5, 6-2          | 16                 |
| 11.  | Тейлор Фриц           | 10      | Вена, Австрия                | Хард (зал) | 2-й раунд  | 6-1, 4-6, 6-3          | 19                 |
| 2025 |                       |         |                              |            |            |                        |                    |
| 12.  | Тейлор Фриц           | 4       | Даллас, США                  | Хард (зал) | 2-й раунд  | 2-6, 6-3, 7-6(2)       | 54                 |
| 13.  | Томми Пол             | 9       | Даллас, США                  | Хард (зал) | 1/2 финала | 7-5, 6-3               | 54                 |
| 14.  | Каспер Рууд           | 5       | Даллас, США                  | Хард (зал) | Финал      | 7-6(5), 6-3            | 54                 |